# Temnothorax furunculus
Temnothorax furunculus is een mierensoort uit de onderfamilie van de Myrmicinae. De wetenschappelijke naam van de soort werd voor het eerst geldig gepubliceerd in 1909 door William Morton Wheeler.